# 1. ŽNL Požeško-slavonska
1. ŽNL Požeško-slavonska je 6. stupanj nogometnih natjecanja u Hrvatskoj te u njoj nastupaju klubovi s područja Požeško-slavonske županije. U ovoj ligi prvoplasirani klub prelazi u viši rang – 4. HNL – Istok, dok posljednji ispada u 2. ŽNL Požeško-slavonska. Preteča ove lige je za vrijeme SFRJ bila ONL Slavonska Požega

## Dosadašnji pobjednici od sezone 1994./95. – seniori
| Sezona                    | Rang | Prvak                      |
| ------------------------- | ---- | -------------------------- |
| 1994./95. (Požega-Našice) | 4.   | Slavija Pleternica         |
| 1995./96. (Požega-Našice) | 5.   | Požega                     |
| 1996./97. (Požega-Našice) | 5.   | Jakšić                     |
| 1997./98.                 | 4.   | Borac Kuzmica              |
| 1998./99.                 | 4.   | Papuk Velika               |
| 1999./00.                 | 4.   | Slavija Pleternica         |
| 2000./01.                 | 4.   | Slavonija Požega           |
| 2001./02.                 | 4.   | PPK Kutjevo                |
| 2002./03.                 | 4.   | PPK Kutjevo                |
| 2003./04.                 | 4.   | PPK Kutjevo                |
| 2004./05.                 | 4.   | Eminovci                   |
| 2005./06.                 | 4.   | Tim osvježenje Kuzmica     |
| 2006./07.                 | 5.   | Požega                     |
| 2007./08.                 | 5.   | Lipik                      |
| 2008./09.                 | 5.   | Hajduk Pakrac              |
| 2009./10.                 | 5.   | Tim osvježenje Kuzmica     |
| 2010./11.                 | 5.   | Papuk Velika               |
| 2011./12.                 | 4.   | Slavonija Požega           |
| 2012./13.                 | 4.   | Požega                     |
| 2013./14.                 | 4.   | Hajduk Pakrac              |
| 2014./15.                 | 5.   | Dinamo Vidovci – Dervišaga |
| 2015./16.                 | 5.   | Tim osvježenje Kuzmica     |
| 2016./17.                 | 5.   | Požega                     |
| 2017./18.                 | 5.   | Kaptol                     |
| 2018./19.                 | 5.   | Kaptol                     |
| 2019./20. ↓19/20          | 5.   | BSK Buk                    |
| 2020./21.                 | 5.   | BSK Buk                    |
| 2021./22.                 | 5.   | Kaptol                     |
| 2022./23.                 | 6.   | Croatia Mihaljevci         |

 
NAPOMENE:
- ↑19/20  Sezona 2019./20. je prekinuta radi pandemije COVID-19, te je liga zaključena sa stanjem u trenutku prekida
- U sezonama 1994./95.,1995./96., 1996./97. i 1997./98. u 1. ŽNL Požeško-slavonskoj su se natjecali i klubovi s područja Općina Feričanci, Đurđenovac, Podgorač, Donja Motičina te Grada Našica jer su tada administrativno pripadali Požeško-slavonskoj županiji.
- ŠNK Papuk Velika, koji ima jedan naslov prvaka, je kasnije promijenio ime u NK Kamen-Ingrad Velika koji je ugašen 2008.godine zbog financijskih problema. 2008. godine opet je osnovan NK Papuk Velika, ali trofeji koje je osvojio bivši ŠNK Papuk Velika nisu pripisani novom NK Papuku jer je on novi klub i nema nikakve veze s bivšim NK Kamen Ingradom tj.ŠNK Papukom iz Velike.
- Nogometni klub Tim osvježenje se do 2005. godine zvao Borac.

### Osvojena prvenstva po klubovima
| Klub                            | Pobjednik | Godina                                     |
| ------------------------------- | --------- | ------------------------------------------ |
| Kuzmica (Borac, Tim osvježenje) | 4         | 1997./98., 2005./06., 2009./10., 2015./16. |
| Požega                          | 4         | 1995./96., 2006./07., 2012./13., 2016./17  |
| PPK Kutjevo                     | 3         | 2001./02., 2002./03., 2003./04.            |
| Kaptol                          | 3         | 2017./18., 2018./19., 2021./22.            |
| Hajduk Pakrac                   | 2         | 2008./09., 2013./14.                       |
| Slavonija Požega                | 2         | 2000./01., 2011./12.                       |
| Slavija Pleternica              | 2         | 1994./95., 1999./2000.                     |
| BSK Buk                         | 2         | 2019./20., 2020./21.                       |
| Kamen-Ingrad Velika (ŠNK Papuk) | 1         | 1998./99.                                  |
| Papuk Velika                    | 1         | 2010./11.                                  |
| Lipik                           | 1         | 2007./08.                                  |
| Eminovci                        | 1         | 2004./05.                                  |
| Jakšić                          | 1         | 1996./97.                                  |
| Dinamo Vidovci – Dervišaga      | 1         | 2015./16.                                  |
| Croatia Mihaljevci              | 1         | 2022./23.                                  |

## Vanjske poveznice
- Požeški športski savez  Arhivirana inačica izvorne stranice od 1. kolovoza 2017. (Wayback Machine)
- Požeška kronika
- 034 portal
- sportalo.hr